# Апалачи (залив)
Апалачи (на английски: Apalachee Bay) е залив в щата Флорида, Съединените американски щати.
Намира се в североизточната част на Мексиканския залив като заема част от крайбрежието на щата на запад, където полуостров Флорида се свързва с континента. Той обхваща части от окръзите Тейлър, Джеферсън, Уакула и Франклин.
В залива Апалачи се вливат реките Окила, Еконфина, Сан Марко и Оклокони. Залива носи името на племето апалачи, което живее между реките Окила и Оклокони чак до 18 век. Голяма част от крайбрежието на залива е заета от Националния резерват „Сан Марко“.
|  | Тази страница частично или изцяло представлява превод на страницата Apalachee Bay в Уикипедия на английски. Оригиналният текст, както и този превод, са защитени от Лиценза „Криейтив Комънс – Признание – Споделяне на споделеното“, а за съдържание, създадено преди юни 2009 година – от Лиценза за свободна документация на ГНУ. Прегледайте историята на редакциите на оригиналната страница, както и на преводната страница, за да видите списъка на съавторите. ВАЖНО: Този шаблон се отнася единствено до авторските права върху съдържанието на статията. Добавянето му не отменя изискването да се посочват конкретни източници на твърденията, които да бъдат благонадеждни. |